# Filialkirche Tessendorf

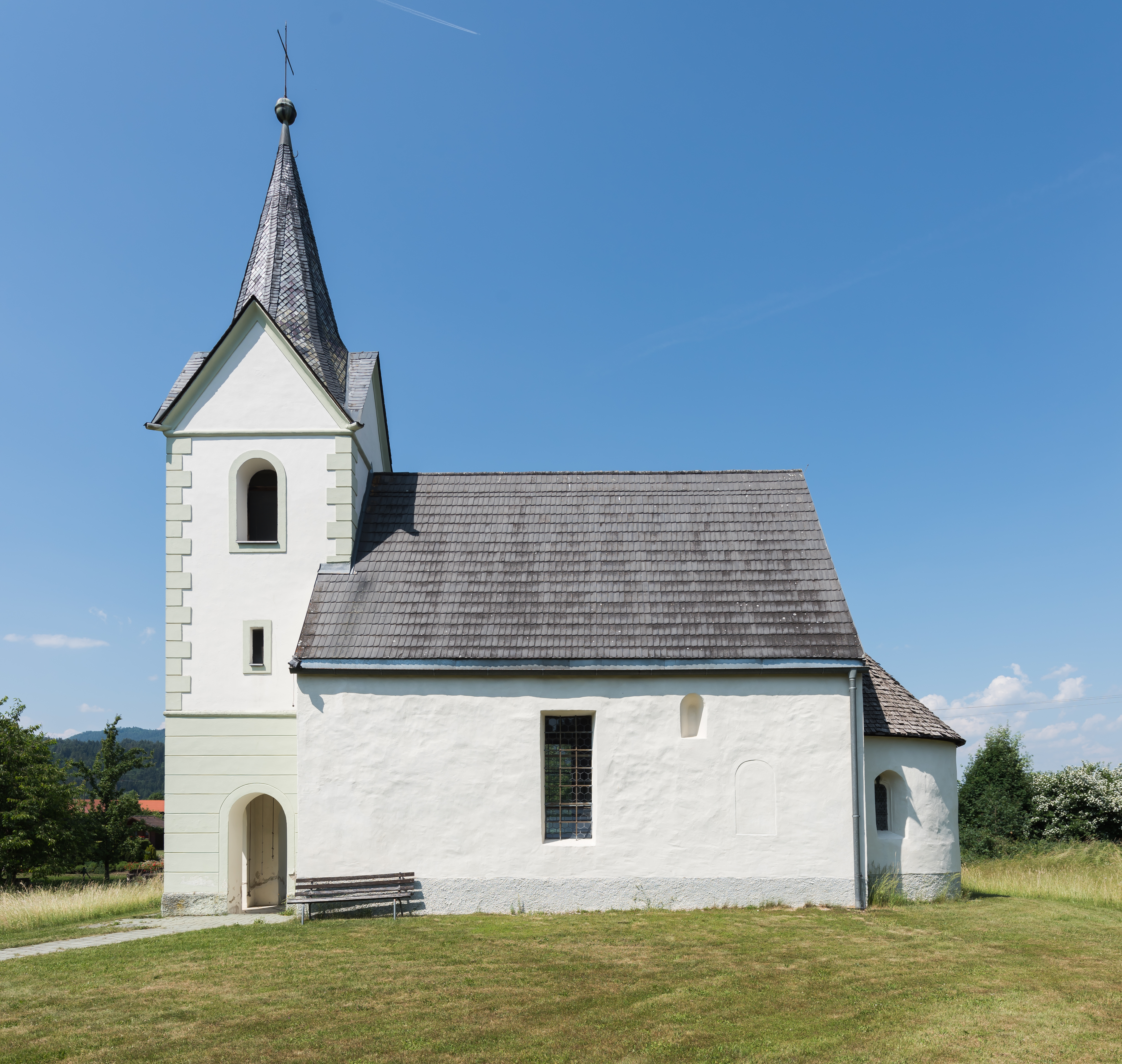
Katholische Filialkirche hl. Bartholomäus in Tessendorf

Die Filialkirche Tessendorf steht isoliert in Tessendorf in der Stadtgemeinde Klagenfurt am Wörthersee in Kärnten. Die unter dem Patrozinium des Apostels Bartholomäus stehende römisch-katholische Filialkirche gehört zum Dekanat Klagenfurt-Stadt in der Diözese Gurk-Klagenfurt. Die Kirche steht unter Denkmalschutz (Listeneintrag).

## Geschichte
Die Kirche wurde wohl im 12. Jahrhundert erbaut. Der romanische Kirchenbau erhielt 1892 einen Turm. 1972/1973 war eine Restaurierung.
1947 wurde die Kirche zur Filiale der Pfarrkirche Klagenfurt-Annabichl.

## Architektur
Das romanische Langhaus hat barocke Fensterausbrüche. Die östliche niedrige romanische Rundapsis hat gotische Fenster. Nördlich steht ein späterer Sakristeianbau. Der vorgestellte westliche Vorhallenturm aus 1892 mit rundbogigen Schallfenstern trägt eine Spitzhelm.
Das Kircheninnere zeigt ein einschiffiges kleines Langhaus unter einer erneuerten flachen Holzdecke. Bei der Restaurierung 1972/1973 wurde in der Südwand ein romanisches Hochfenster freigelegt und ein bemerkenswerter Freskenfund aus drei Epochen aufgedeckt, in der Apsis Christus in der Mandorla mit Evangelistensymbolen, darunter fragmentiert Apostel, im Langhaus sind durch die Fensterausbrüche Fresken zerstört, Reste zeigen an der Nordwand Dreikönigszug und Anbetung der Könige übergehend in die Darstellung des Stalles in Betlehem an der Triumphbogenwand. Weiters gibt es Spuren von Stuck und Putzauflagen aus der Mitte des 15. Jahrhunderts. Aus der zweiten Hälfte des 15. Jahrhunderts ist die Freskenfolge an der Südwand mit Szenen aus der Kindheits- und Leidensgeschichte Christi in zwei Reihen. In der Laibung des gotischen Maßwerkfensters ist eine Darstellung des eucharistischen Schmerzensmannes mit Wundmalen durch die Weinranken und Ähren wachsen, gegenüber die Darstellung Johannes der Täufer, diese Fresken stehen wohl in der Nachfolge des Friedrich von Villach um 1460. In der Laibung des Chorfensters zeigt die Bemalung die hl. Bernhardin von Siena, Christophorus, Aquilinus und Ursula.

## Ausstattung
In der gemauerten Mensa ist ein Rest eines monumentalen römerzeitlichen Inschriftsteines mit ILLPRON 592 vermauert. An der südlichen Triumphbogenwand befindet sich eine kleine spätgotische Figur Bartholomäus aus der Mitte des 15. Jahrhunderts.
Der Hochaltar aus dem 19. Jahrhundert trägt kleine Figuren aus dem 17. und 18. Jahrhundert, mittig hl. Bartholomäus, seitlich Franziskus, Georg, Florian und Antonius von Padua, im Obergeschoß neben dem Bild Maria Immaculata mit weiblichen Heiligen die Statuetten Erzengel Michael, Johannes Nepomuk, Johannes der Täufer und Raphael.